# Pete Wu
Pete Wu (Middelburg, 1985) is een Nederlands journalist en auteur.

## Biografie
Pete Wu is een zoon van een Chinees migrantenechtpaar, afkomstig uit Wenzhou. Zij werkten in Nederland aanvankelijk in een chinees restaurant van familie. Vanaf 1994 hadden zij meer dan 25 jaar een eigen snackbar in Tilburg, waarin ook de kinderen meedraaiden. Wu studeerde aan de Universiteit Utrecht en de Universiteit van Amsterdam en rondde masteropleidingen af in film- en televisiewetenschappen, amerikanistiek, journalistiek en mediafilosofie. Hij werkte als nieuwsredacteur bij de NOS en schrijft sinds 2010 als freelance journalist voor onder andere Vice, de Volkskrant en Brandpunt+.
Wu heeft zijn Chinees-zijn lange tijd ontkend. Zijn moeder wees hem er eens op dat hoe westers hij zich ook voelde, hij voor de buitenwereld een Chinees bleef. Hij was als een banaan: geel van buiten, wit van binnen. In 2013 schreef Wu voor Vice voor het eerst over Chinese Nederlanders na een uitspraak van Gordon ("Welk nummer ga je zingen? Nummer 39 met rijst?") tegen een kandidaat van Aziatische afkomst in Holland's Got Talent. In 2020 sprak Wu bij De Wereld Draait Door over stereotypering van Chinezen na de uitbraak van de coronacrisis. Gordon was ook te gast en bood daarbij alsnog zijn excuses aan.
Over Wu's zoektocht naar zijn eigen achtergrond, het leven tussen twee culturen, de relatie met en verwachtingen van Chinese ouders, dating ('no asians') en zijn coming out schreef hij De bananengeneratie (2019), waarin hij zijn eigen verhaal verweeft met dat van 45 andere Chinese Nederlanders die hij interviewde. Het boek werd genomineerd voor de Brusseprijs 2020 voor het beste journalistieke boek. Voor VPRO Dorst maakte Wu met filmmaker Willem Timmers in 2020 de driedelige documentaireserie Pete en de bananen. Regisseur Char Li Chung bewerkte het boek De bananengeneratie tot een theatervoorstelling die eind 2022 voor het eerst door Theater Oostpool werd gespeeld. Wu en Chung ontvingen voor het boek en de voorstelling de Winq Culture Award 2023.
In 2020 ging Wu met de schrijvers Hanna Bervoets, Esther Duysker, Nina Polak en Gijs van der Sanden in gesprek in een vijfdelige podcast naar aanleiding van de webserie ANNE+, die draait om het leven en de relaties van de lesbische twintiger Anne. In 2021 werd Wu ambassadeur van Pride Amsterdam en een jaar later van Asian Pride NL. Wu was als deelnemer te zien in de televisieprogramma's De slimste mens (2021-2022) en The Connection (2023). In 2023 was hij ambassadeur van de Week van het Nederlands. Naar verwachting verschijnt in 2025 Wu's boek Aziatische sprookjes - verhalen uit China, Japan, Zuid-Korea en Vietnam, met illustraties van Enzo Pérès-Labourdette.

## Publicaties
- 2019: De bananengeneratie. Amsterdam: Das Mag. ISBN 978-94-931680-3-9
- 2025: Aziatische sprookjes. Met illustraties van Enzo Pérès-Labourdette. Haarlem: Gottmer. ISBN 9789025775469